# Cydia fagiglandana
The Beech Moth (Cydia fagiglandana) là một loài bướm đêm thuộc họ Tortricidae. Loài này có ở hầu hết châu Âu.
Sải cánh dài 12–16 mm. Con trưởng thành bay từ tháng 4 đến tháng 9 tùy theo địa điểm.
Ấu trùng ăn beech, và sometimes also oak.

## Hình ảnh

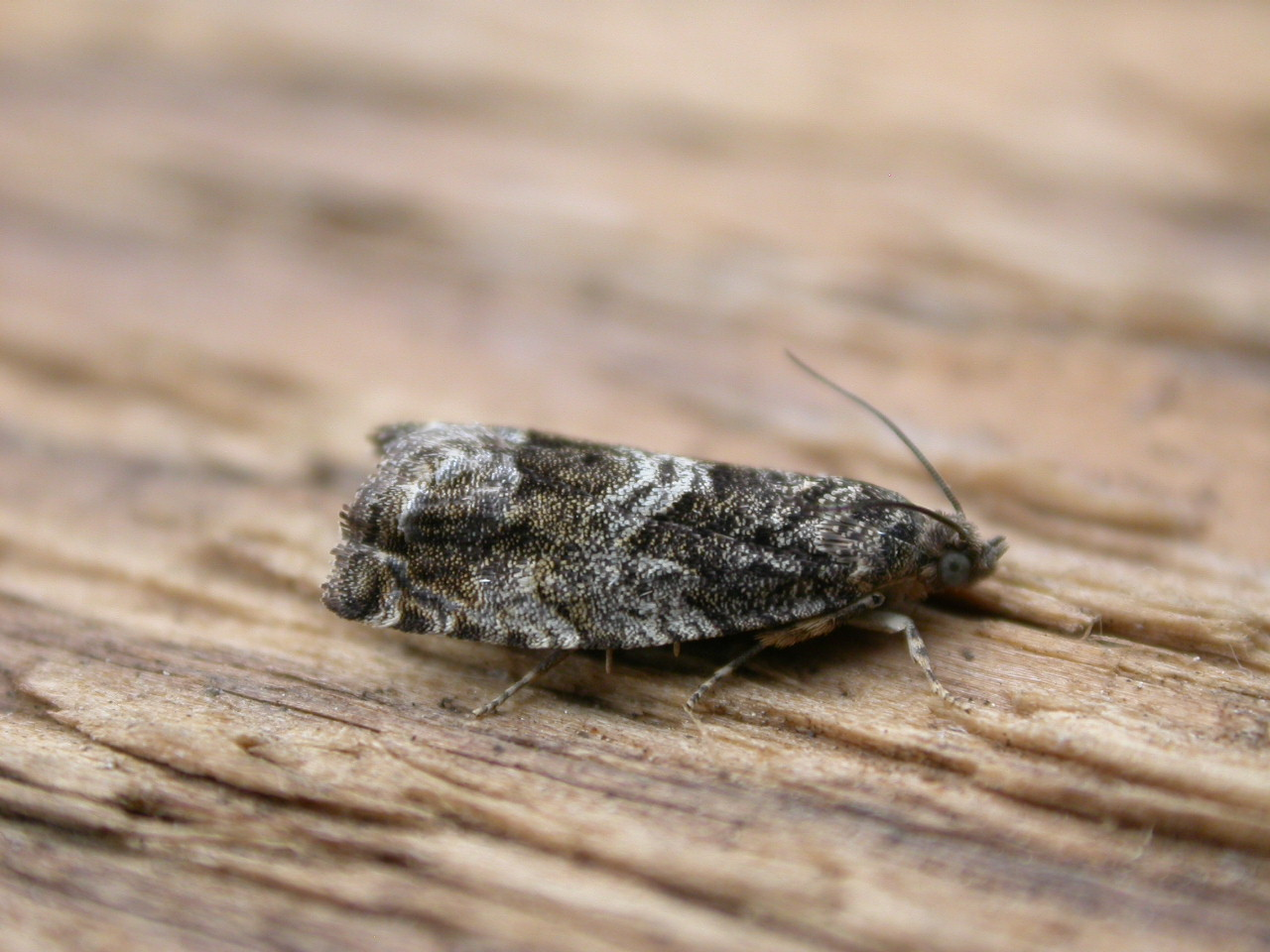
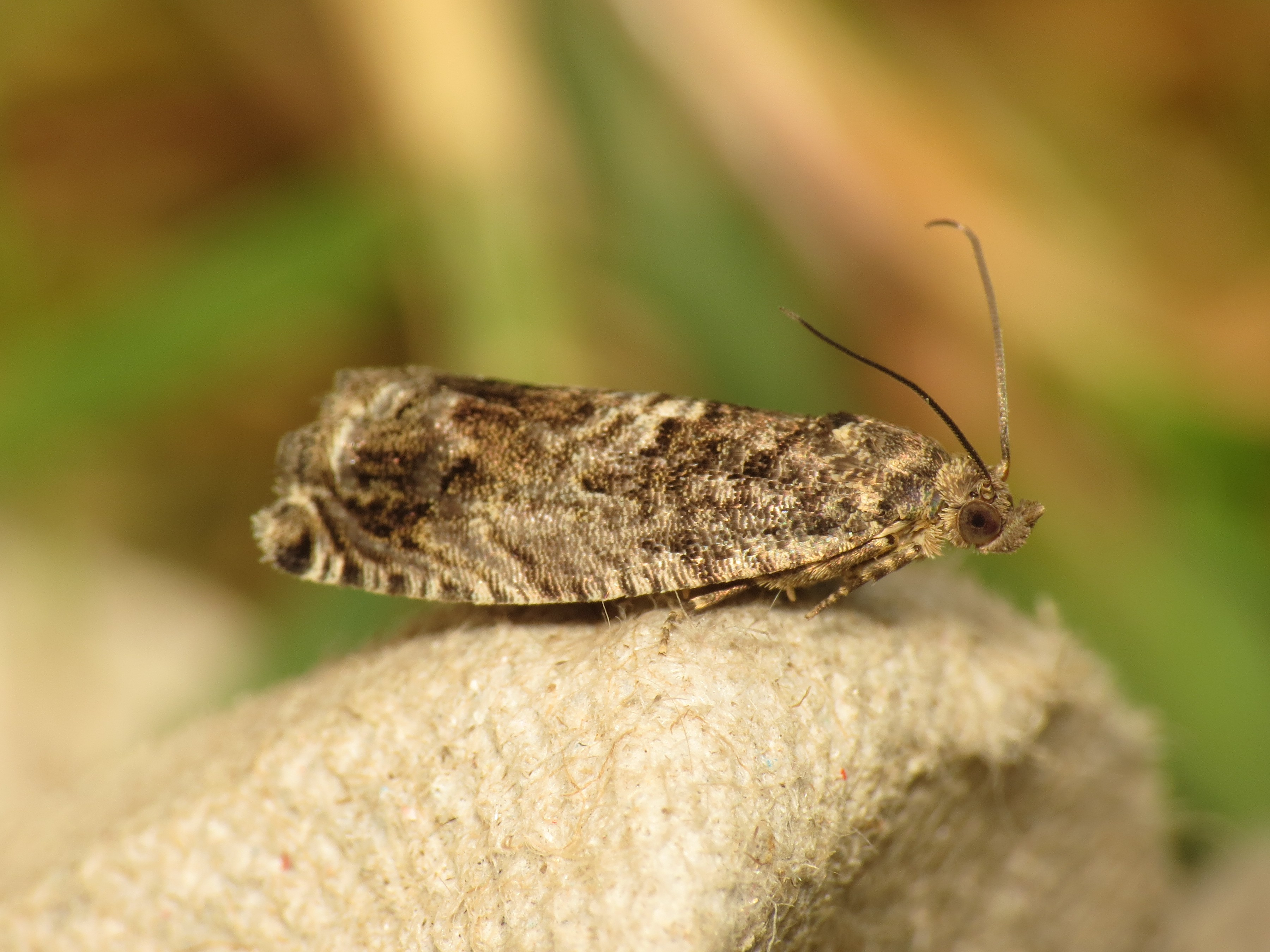